# Philoliche flavitibialis
Philoliche flavitibialis är en tvåvingeart som beskrevs av Chainey 1983. Philoliche flavitibialis ingår i släktet Philoliche och familjen bromsar.
Artens utbredningsområde är Namibia. Inga underarter finns listade i Catalogue of Life.